# István Pisont
István Pisont (ur. 16 maja 1970 w Orosházie) – piłkarz węgierski grający na pozycji pomocnika. W swojej karierze 31 razy zagrał w reprezentacji Węgier i strzelił 1 gola.

## Kariera klubowa
Karierę piłkarską Pisont rozpoczął w klubach Gádorosi Tsz SK i Szarvasi Spartacus. Następnie przeszedł do Honvédu Budapeszt. W 1988 roku awansował do kadry pierwszej drużyny i w sezonie 1988/1989 zadebiutował w jego barwach w pierwszej lidze węgierskiej. W debiutanckim sezonie zdobył z Honvédem Puchar Węgier. W 1991 roku wywalczył z Honvédem mistrzostwo Węgier, a w 1993 roku powtórzył to osiągnięcie. Z kolei w 1994 roku został wicemistrzem Węgier. Wiosną 1995 roku był wypożyczony na pół sezonu do belgijskiego Royalu Charleroi. W Honvédzie grał do końca 1995 roku.
Na początku 1996 roku Pisont przeszedł do izraelskiego Beitaru Jerozolima. W 1997 roku został z nim mistrzem Izraela, a w 1998 roku obronił tytuł mistrzowski z Beitarem oraz zdobył z nim Toto Cup. W Beitarze grał do 1998 roku.
Latem 1998 Pisont został piłkarzem Eintrachtu Frankfurt. W niemieckiej Bundeslidze zadebiutował 14 sierpnia 1998 w przegranym 1:2 wyjazdowym meczu z MSV Duisburg. W Bundeslidze wystąpił 17 razy w sezonie 1998/1999.
W 1999 roku Pisont ponownie trafił do Izraela. Został wówczas zawodnikiem Hapoelu Tel Awiw. W 2000 roku wywalczył z nim mistrzostwo i Puchar Izraela, a w 2002 roku - Toto Cup. Jesienią 2002 Węgier grał w MS Aszdod, a wiosną 2003 - w Bene Jehuda Tel Awiw.
W 2003 roku Pisont wrócił na Węgry i przez sezon grał w MTK Budapest FC. Z kolei w latach 2004-2008 z przerwami grał w amatorskim zespole Vecsési FC.
| Sezon   | Klub                    | Kraj   | Rozgrywki     | Mecze | Bramki |
| ------- | ----------------------- | ------ | ------------- | ----- | ------ |
| 1988/89 | Budapest Honvéd         | Węgry  | NB I          | ?     | ?      |
| 1989/90 | Budapest Honvéd         | Węgry  | NB I          | ?     | ?      |
| 1990/91 | Budapest Honvéd         | Węgry  | NB I          | ?     | ?      |
| 1991/92 | Kispest-Budapest Honvéd | Węgry  | NB I          | ?     | ?      |
| 1992/93 | Kispest-Budapest Honvéd | Węgry  | NB I          | ?     | ?      |
| 1993/94 | Kispest-Budapest Honvéd | Węgry  | NB I          | ?     | ?      |
| 1994/95 | Kispest-Budapest Honvéd | Węgry  | NB I          | ?     | ?      |
| 1994/95 | Royal Charleroi         | Belgia | Eerste Klasse | ?     | ?      |
| 1995/96 | Kispest-Budapest Honvéd | Węgry  | NB I          | ?     | ?      |
| 1995/96 | Beitar Jerozolima       | Izrael | Ligat ha’Al   | ?     | ?      |
| 1996/97 | Beitar Jerozolima       | Izrael | Ligat ha’Al   | ?     | ?      |
| 1997/98 | Beitar Jerozolima       | Izrael | Ligat ha’Al   | ?     | ?      |
| 1998/99 | Eintracht Frankfurt     | Niemcy | Bundesliga    | 17    | 0      |
| 1999/00 | Hapoel Tel Awiw         | Izrael | Ligat ha’Al   | 35    | 6      |
| 2000/01 | Hapoel Tel Awiw         | Izrael | Ligat ha’Al   | 25    | 2      |
| 2001/02 | Hapoel Tel Awiw         | Izrael | Ligat ha’Al   | 28    | 2      |
| 2002/03 | MS Aszdod               | Izrael | Ligat ha’Al   | 7     | 0      |
| 2002/03 | Bene Jehuda Tel Awiw    | Izrael | Ligat ha’Al   | 16    | 1      |
| 2003/04 | MTK Budapest FC         | Węgry  | NB I          | ?     | ?      |

## Kariera reprezentacyjna
W reprezentacji Węgier Pisont zadebiutował 19 lutego 1991 roku w przegranym 0:2 towarzyskim meczu z Argentyną. W swojej karierze grał w eliminacjach do Euro 92, MŚ 1994 i Euro 2000. W kadrze narodowej od 1991 do 1999 roku rozegrał 31 meczów i strzelił 1 gola.